# Stéarate de sodium
Le stéarate de sodium ou octadécanoate de sodium est le sel de sodium de l'acide stéarique. Il est obtenu par hydrolyse en milieu basique ou saponification de la stéarine. À température ambiante, c'est une poudre blanche qui est un des composés des savons durs. C'est une substance utilisée pour ses propriétés tensioactives. Outre les savons, elle est présente dans des préparations à destination de l'industrie chimique, pharmaceutique ou agroalimentaire. On la trouve dans de nombreux produits finis comme des bâtons de colle, sticks déodorants, crèmes à raser, préparations pour gâteaux ou crèmes glacées.

## Propriétés
Le stéarate de sodium anhydre subit des changements de phase lorsqu'il est chauffé. En particulier, à partir de 130 °C il devient translucide et souple. Passé 200 °C, il est partiellement transparent et le devient totalement à partir de 265 °C. Son point de fusion est compris entre 278 et 290 °C.

### Propriétés spectroscopiques

#### Spectroscopie infrarouge
La spectroscopie infrarouge du stéarate de sodium montre plusieurs raies caractéristiques, :
- de 2 800 à 3 000 cm−1, raies intenses correspondant aux modes de vibrations relatifs aux élongations des méthyles et méthylènes de la chaîne aliphatique ;
- à 1 556 cm−1, vibration d'élongation asymétrique du groupe carboxylate {\displaystyle {\ce {COO-}}} ;
- à 1 420 cm−1, vibration d'élongation symétrique du groupe carboxylate {\displaystyle {\ce {COO-}}}.

#### Spectroscopie Raman
La spectroscopie Raman à λ=514,5 nm du stéarate de sodium montre :
- à 2 840 cm−1 et 2 875 cm−1, des bandes intenses correspondant aux vibrations de valence symétrique et asymétrique des groupes méthylène {\displaystyle {\ce {CH2}}} ;
- à 2 918 cm−1, bande moyenne des vibrations d'élongation symétrique du méthyle terminal {\displaystyle {\ce {CH3}}} et 2 953 cm−1 pour l'élongation asymétrique ;
- à 1 437 cm−1, bande moyenne des vibrations de déformation des groupes {\displaystyle {\ce {CH2}}},{\displaystyle {\ce {C=O}}}, {\displaystyle {\ce {C-O}}} et élongation de {\displaystyle {\ce {C-O}}}.

### Solubilité
Le stéarate de sodium est peu soluble dans l'eau à température ambiante. Sa solubilité augmente en présence d'alcool. Elle diminue en présence d'acide, de sel ou d'alcalino-terreux ({\displaystyle {\ce {Ca^{2+}}}}, {\displaystyle {\ce {Mg^{2+}}}}).

### Propriétés détergentes
Le stéarate de sodium est une substance amphiphile composée d'un groupe ionique carboxylate de sodium {\displaystyle {\ce {-CO2^{-}Na^{+}}}} et d'un groupe hydrophobe CH3(CH2)n avec n=16.
C'est un tensioactif et il abaisse la tension superficielle de l'eau.
Sa température de Krafft est comprise entre 50 et 67 °C,.
La valeur HLB (hypophile-lipophile balance) est de 17,6.
Comme les autres savons, il perd sa capacité détergente nettoyante dans une eau dure ou acidifiée.

## Utilisations
Surfactif anionique (agent de surface), il est employé comme excipient en galénique pour ses propriétés : solubilisante, émulsionnante, mouillante ou moussante.
Dans l'industrie chimique, le stéarate de sodium est utilisé pour l'enrobage du carbonate de calcium,.
Dans les activités de tréfilage, des bains de stéarate de sodium sont mis en place dans des lignes de décapage/lubrification chimique,,.  
Dans l'agroalimentaire, c'est un additif qui peut jouer le rôle d'émulsifiant, de stabilisant, d'épaississant ou encore de gélifiant,. Il est répertorié sous le numéro E470a en tant que sel de sodium d'acide gras.
On le trouve également dans les déodorants solides, les caoutchoucs, les peintures au latex et des encres.
Dans les années 1930, des combustibles colloïdaux ont été développés. Il s'agissait de suspensions de combustibles solides (charbon) finement divisés et dispersés dans de l'huile. Pour éviter la décantation des particules solides, l'état de dispersion était stabilisé par ajout de stéarate de sodium,.
Le stéarate de sodium est un produit intermédiaire lors de la fabrication d'autres stéarates (stéarate de magnésium, stéarate de calcium, stéarate d'aluminium ou stéarate de zinc) par le procédé de précipitation ou double décomposition :
{\displaystyle {\ce {C17H35COOH + NaOH -> C17H35COO^-Na^+ + H2O}}}
{\displaystyle {\ce {2C17H35CO2^-Na^+ + M^{2+}Y2^- -> (C17H35COO^-)2M^{2+}{}+ 2Na^+Y^-}}} (avec Y = Cl−, ½SO42−, etc., et M = Zn, Ca)

## Production

### Synthèse de laboratoire du stéarate de sodium anhydre
L'équation de la réaction est la suivante  : {\displaystyle {\ce {2C17H35CO2H + Na -> 2C17H35CO2^-Na^+ + H2}}}

### Par saponification
Traditionnellement le stéarate de sodium était obtenu par hydrolyse alcaline du tristéarate du glycérol (ou stéarine) issu du suif de bœuf ou de mouton.
L'équation de la réaction de saponification est la suivante : {\displaystyle {\ce {(C18H35O2)3C3H5 + 3NaOH -> 3C17H35CO2^-Na^+ + C3H5(OH)3}}}
Cette réaction est exothermique. 

### Double décomposition
L'équation de la réaction de double décomposition est la suivante : {\displaystyle {\ce {C17H35CO2^-K^+ + NaCl -> C17H35CO2^-Na^+ + KCl}}}

### Procédés Ittner et Twitchell
Le stéarate de sodium est obtenu en deux étapes. La première consiste à produire l'acide stéarique, à partir des huiles végétales ou des graisses animales, par chauffage à la vapeur d'eau en présence de catalyseur (procédé Ernst Twitchell : acide sulfonique d'alkylbenzène et acide sulfurique dilué ; procédé Martin Ittner (en) : oxyde de zinc ou de calcium).
{\displaystyle {\ce {(C18H35O2)3C3H5 + 3H2O -> 3C17H35CO2H + C3H5(OH)3}}}
L'acide gras obtenu est ensuite séparé du sous-produit : le glycérol par neutralisation avec une solution d'hydroxyde de sodium, : {\displaystyle {\ce {C17H35COOH + NaOH -> C17H35COO^-Na^+ + H2O}}}.